# Jeżyk!
Jeżyk! – singel polskiego rapera Okiego z jego debiutanckiego albumu studyjnego, zatytułowanego Produkt47. Singel został wydany 11 kwietnia 2022.
Nagranie otrzymało w Polsce status diamentowej płyty, przekraczając liczbę 250 tysięcy sprzedanych kopii.

## Geneza utworu i historia wydania
Utwór napisali i skomponowali Nolyrics Beats i Oskar Kamiński.
Singel ukazał się w formacie digital download 11 kwietnia 2022 w Polsce za pośrednictwem wytwórni płytowej 2020 w dystrybucji Universal Music Polska. Kompozycja została umieszczona na debiutanckim albumie studyjnym Okiego – Produkt47.

## Teledysk
Do utworu powstał teledysk w reżyserii Macieja Buchwalda, który udostępniono w dniu premiery singla za pośrednictwem serwisu YouTube. Ponadto gościnnie w klipie wystąpił Otsochodzi.

## Lista utworów
- Digital download[7]

1. „Jeżyk!” – 3:28

## Certyfikaty i sprzedaż
| Kraj          | Certyfikat       | Sprzedaż |
| ------------- | ---------------- | -------- |
| Polska (ZPAV) | diamentowa płyta | 250 000+ |